# 링 리옹 식
링 리옹 식(중국어 간체자: 林良实, 정체자: 林良實, 병음: Lín Liángshí, 말레이어: Ling Liong Sik, 1943년 9월 18일~)그는 말레이시아의 정치인으로 1986년부터 2003년까지 말레이시아 교통부 장관을 역임했고, 말레이시아화인협회 회장을 역임했다.
1988년 2월 4일에 링 리옹 식은 같은 해 2월 16일까지 말레이시아의 과도 총리로 임명되었다.
2015년 10월 27일, 나집 라작 말레이시아 총리는 링 리옹 식을 명예 훼손 혐의로 소송을 제기했다. 그는 고소장에서 링 리옹 식이 그해 10월 3일 자신을 1MDB 자금을 오용했다고 비난하는 비방 발언을 하고 이를 뉴스 웹사이트에 게시했다고 주장했다. 2018년 5월 22일 나집 소송을 철회하고 RM25,000의 수수료를 지불하기로 합의했다.
그는 또한 현대 말레이시아에서 가장 영향력 있는 중국 정치인 중 한 사람이다.

## 말레이시아 교통장관이

### 아시아 횡단철도
싱가포르와 중국 남부 곤명(곤명)을 잇는 아시아횡단철도 건설공사는 3년안에 시작될 것이며 완공엔 10년이 걸릴지 모른다고 콸라룸푸르 신문들이 1996년 10월 28일 보도했다. 4천7백 에 달하는 이 철도공사는 말레이시아가 조정하고 있는 타당성 검토가 2~3년안에 마무리되고 나면 시작될 것이라고 링 리옹 식 말레이시아 운수장관이 말한 것으로 이 신문은 전했다.
싱가포르와 남중국의 곤명시를 잇는 야심에 찬 범아시아철도의 가능한 3개 계획노선이 결정됐다고 링 리옹 식 말레이시아 교통장관이 1997년 8월 25일 밝혔다. 아세안(동남아국가연합)에 의해 범아시아철도 기획단장으로 승인된 링 장관은베르나마통신과의 회견에서 3개의 가능한 계획노선은 모두 싱가포르 방콕을 경유해북쪽, 동쪽, 서쪽으로 연결되게 돼 있다고 말했다. 링장관은 3개 계획노선중 하나는 방콕 프놈펜 호치민시 하노이를 경유하게 돼있고 또 다른 하나는 라오스 수도 비엔티안을 경유해 최종구간이 미얀마의
양곤과만달레이를 통과하도록 설계돼 있다고 밝혔다.